# Catephia dulcistriga
Catephia dulcistriga là một loài bướm đêm trong họ Erebidae.